# NGC 255
NGC 255 je galaksija u zviježđu Kit.

## Vanjske poveznice
- SEDS: NGC 0255